# 石井康雄
石井 康雄（いしい やすお、1975年3月17日 - ）は、日本の社会人野球選手。日産自動車九州所属の外野手（コーチ兼任）である。

## 来歴
幼少期を北九州市八幡西区で過ごす。同市立青山小学校時代は軟式野球「青山少年」に、同市立穴生中学校時代は軟式野球部に所属する。当時のポジションは捕手。小中学校時代はチームとしては目立った成績を残せなかったものの、その打棒、特に天性の長打力は県内外に広く知られ、高校進学の際は県内のみならず県外の強豪校からの誘いも複数受ける。
常磐高等学校では1992年センバツに外野手として出場。その年の準優勝校である東海大相模に対し初戦敗退を喫するも善戦した。この大会では石井の長打力に関して、「東の松井・西の石井」と並び評された。
高校卒業後は地元の新日鐵八幡に入社。徐々に頭角を現し、主砲としてチームを支えた。プロ野球のドラフト指名候補及びオリンピック野球日本代表候補にも名前が挙がったが、社業従事中にトラックから転落する事故で腰椎を骨折、両方を断念せざるを得なくなった。
2003年限りで新日鐵八幡が廃部となり、日産自動車九州に移籍した。2005年には主将、2007年からはコーチ兼任となりチームを引っ張る。2008年引退。

## エピソード
2003年の第73回都市対抗野球九州地区2次予選では、第2代表決定戦の死球によって左手を亀裂骨折しながら、翌日の第3代表決定戦・9回の打席でホームランを放った。
新日鐵八幡硬式野球部はこの大会限りでの廃部が決まっており、この試合が八幡最後の試合となった。負傷した石井を気遣い交代を打診した監督に、石井は「八幡の男として最後の打席まで務め上げます」と答え、この打席に入っていた。

## 日本代表キャリア
- 四カ国・地域対抗戦日本代表（1997年）
- 世界選手権大会日本代表（現IBAFワールドカップ）（1998年）
- 第19回ハーレムベースボールウィーク日本代表（1998年）
- 第22回ハーレムベースボールウィーク日本代表（2004年）

## 個人表彰
- 第47回JABA静岡大会最優秀選手賞
- 第57回JABA九州大会敢闘賞